# Saint-Front-de-Pradoux
Saint-Front-de-Pradoux är en kommun i departementet Dordogne i regionen Nouvelle-Aquitaine i sydvästra Frankrike. Kommunen ligger i kantonen Mussidan som tillhör arrondissementet Périgueux. År 2022 hade Saint-Front-de-Pradoux 1 157 invånare.

## Befolkningsutveckling
Antalet invånare i kommunen Saint-Front-de-Pradoux
Referens:INSEE